# Aṣa
Bukola Elemide (nascida em 17 de setembro de 1982), profissionalmente conhecida como Aṣa (/ˈæʃə/ ASH-ə,), é um cantora, compositora e artista nigeriana-francesa.

## Vida pessoal
Aṣa nasceu em Paris, é filha de pais nigerianos que trabalhavam e estudavam cinema na França. Sua família voltou a morar na Nigéria quando ela tinha dois anos. Seus pais são de Itoku, área do governo local de Abeokuta South, estado de Ogun, Nigéria. Ela cresceu na cidade de Lagos, no sudoeste da Nigéria, e 18 anos depois regressou a Paris, onde a sua vida como artista decolou. Ela tem três irmãos mais velhos.
As influências musicais de Asa cresceram ao longo dos anos a partir da coleção de ótimas músicas que seu pai construiu para seu trabalho no cinema como diretor de fotografia. Esses discos com clássicos do soul americano, nigeriano e africano incluíam artistas como Marvin Gaye, Fela Kuti, Bob Marley, Aretha Franklin, King Sunny Adé, Diana Ross, Nina Simone e Miriam Makeba. E ela se inspirou na coleção de playlists de seu pai.

## Carreira
Em 2004, Asa conheceu sua empresária e amiga, Janet Nwose, que a apresentou a Asuquo de Cobham, que por sua vez se tornou o produtor de seu primeiro álbum de estúdio, Asa (Asha).
Ela retornou à França aos 20 anos para estudar na escola de jazz do IMFP, onde os professores lhe disseram que ela deveria seguir carreira e se tornar uma artista musical porque estava pronta e não precisava de aulas formais de música. De volta à Nigéria, seu primeiro single, "Eyé Adaba", estava começando a ser tocado. Aṣa logo assinou com a Naïve Records. Em parceria com Asuquo, e com o novo envolvimento de Christophe Dupouy e Benjamin Constant, ela produziu seu primeiro álbum autointitulado que vendeu platina, Aṣa. O lançamento do álbum fez com que Aṣa aparecesse nas rádios da Europa, Ásia e África e ganhasse o prestigiado prêmio French Constantin em 2008, quando foi eleita a melhor revelação entre 10 cantores ou grupos por um júri de 19 especialistas da indústria musical. em Paris.
Seu segundo álbum, Beautiful Imperfection, em colaboração com o compositor francês Nicolas Mollard, foi lançado em 25 de outubro de 2010 e ganhou disco de platina em 2011. O primeiro single de Beautiful Imperfection, intitulado "Be My Man", foi lançado no final de setembro de 2010. Consta que em 2014 Aṣa vendeu 400.000 álbuns em todo o mundo.
O terceiro álbum de estúdio de Asa, Bed of Stone, foi lançado em agosto de 2014. Os singles são "Dead Again", "Eyo", "Satan Be Gone", "The One That Never Comes" e "Moving On". Ela fez uma turnê mundial de 2015 a 2017.
Em 14 de maio de 2019, ela lançou um novo single intitulado "The Beginning" e em 25 de junho de 2019, ela lançou o single "Good Thing". Em 11 de setembro de 2019, ela anunciou em sua página no Twitter que seu novo álbum, Lucid, seria lançado em 11 de outubro de 2019, o que realmente aconteceu. Ela lançou mais um álbum em 25 de fevereiro de 2022, intitulado "V", apresentando nomes como Wizkid, a dupla nigeriana de highlife The Cavemen e o artista ganense Amaarae.

## Discografia

### Álbuns de estúdio
| Ano  | Álbum                  | Posições do gráfico | Posições do gráfico | Posições do gráfico | Posições do gráfico | Posições do gráfico | Posições do gráfico |
| Ano  | Álbum                  | FRA                 | BEL                 | ESP                 | SUI                 | EUA                 | Mundo               |
| ---- | ---------------------- | ------------------- | ------------------- | ------------------- | ------------------- | ------------------- | ------------------- |
| 2007 | Assa (Asha)            | 15                  | 81                  | -                   | 65                  | 32                  | 3                   |
| 2010 | Beautiful Imperfection | 14                  | 35                  | 61                  | 54                  | -                   | 3                   |
| 2014 | Bed of Stone           | 38                  | 80                  | -                   | 64                  | -                   | -                   |
| 2019 | Lucid                  | -                   | -                   | -                   | -                   | -                   | -                   |
| 2022 | V                      | -                   | -                   | -                   | -                   | -                   | -                   |

### Álbuns ao vivo
- Live in Paris (2009)
- Live in Lagos (2017)

### Singles
| Year | Title                  | FRA | BEL | Album                               |
| ---- | ---------------------- | --- | --- | ----------------------------------- |
| 2007 | "Fire on the Mountain" | —   | —   | Aṣa (Asha)                          |
| 2007 | "Jailer"               | —   | —   | Aṣa (Asha)                          |
| 2010 | "Be My Man"            | 89  | 76  | Beautiful Imperfection              |
| 2011 | "Why Can't We"         | —   | 94  | Beautiful Imperfection              |
| 2012 | "The Way I Feel"       | —   | —   | Beautiful Imperfection              |
| 2012 | "Ba Mi Dele"           | —   | —   | Beautiful Imperfection (re-release) |
| 2014 | "Dead Again"           | 109 | —   | Bed of Stone                        |
| 2015 | "Eyo"                  | —   | —   | Bed of Stone                        |
| 2019 | "The Beginning"        | —   | —   | Lucid                               |
| 2019 | "Good Thing"           | —   | —   | Lucid                               |
| 2019 | "My Dear"              | —   | —   | Lucid                               |
| 2022 | "Mayana"               |     |     | V                                   |
| 2022 | "Ocean"                |     |     | V                                   |

### Aparições na trilha sonora
- 2007: "Kokoya" - na trilha sonora do filme The First Cry
- 2009: "The Place To Be" - trilha sonora do GTBank
- 2011: "Zarafa" - trilha sonora do filme de animação Zarafa

## Prêmios e indicações
- 2008: Prêmio Constantin
- 2012: Nomeação do French Music Awards Victoires de la Musique como "Artista Feminina do Ano".